# Selena
Selena Quintanilla-Pérez (ur. 16 kwietnia 1971 w Lake Jackson, zm. 31 marca 1995 w Corpus Christi) – meksykańsko-amerykańska piosenkarka.
Jedna z największych gwiazd muzyki tejano i latin na świecie. Sławę zdobyła głównie w krajach hiszpańskojęzycznych.

## Życiorys
Urodziła się 16 kwietnia 1971 roku w Lake Jackson, w stanie Teksas. Jej rodzicami byli Marcella (z domu Samola) i Abraham Quintanilla. Była najmłodszym dzieckiem, po Suzette „Suzy” Quintanilli i Abrahamie Isaacu Quintanilli III. Jej talent wokalny odkryto, kiedy miała trzy lata. Sześć lat później zaczęła występować w zespole Los Dinos, który założył jej ojciec.
W 1983 wydała debiutancki album, jednak nie był on rozpowszechniany; został wydany i w całości wykupiony przez ojca Seleny. W 1987 zdobyła tytuł wokalistki roku na rozdaniu Tejano Music Awards, co zaowocowało kilka lat później podpisaniem kontraktu z wytwórnią EMI Latin, założoną przez José Behara specjalnie z myślą o młodej artystce. Menedżer uważał, że odkrył drugą Glorię Estefan. 1 marca 1994 otrzymała  nagrodę Grammy za album koncertowy pt. ¡Live! Selena.
2 kwietnia 1992 roku wyszła za frontmana swojego zespołu, Christophera Gilberta „Chrisa” Péreza. Nie mieli dzieci.

## Śmierć

Grób Selenyuwaga1

31 marca 1995 zamierzała odzyskać dokumenty, które przywłaszczyła sobie Yolanda Saldívar, ówczesna przewodnicząca fanklubu Seleny. Doszło do kłótni, podczas której artystka została postrzelona o godz. 11:48 w motelu Days Inn. Zmarła w szpitalu o godz. 13:05 z powodu utraty dużej ilości krwi.
12 kwietnia 1995 George W. Bush – ówczesny gubernator stanu Teksas – ustanowił 16 kwietnia „dniem Seleny” w Teksasie.
23 października 1995 Yolanda Saldívar została skazana na dożywotnią karę pozbawienia wolności, bez prawa do warunkowego zwolnienia przez 30 lat. Dowód zbrodni, czyli rewolwer, który wystrzelił w kierunku Seleny, został zniszczony, a jego kawałki wrzucono do zatoki Corpus Christi w 2002 roku.

## Upamiętnienie
W 1997 z inicjatywy Abrahama Quintanilli powstał film Selena, upamiętniający twórczość i życie piosenkarki. Tytułową rolę zagrała Jennifer Lopez.
Co roku na jej cześć organizowane są koncerty nazwane Fiesta De La Flor. Wydawane są kolejne płyty z najpopularniejszymi lub nigdy wcześniej niepublikowanymi piosenkami.
W 2016 roku firma kosmetyczna MAC wyprodukowała linię kosmetyków inspirowanych Seleną. W tym samym roku w hollywoodzkim muzeum Madame Tussauds stanęła woskowa figura artystki.
W listopadzie 2017 roku rodzina Quintanillów odsłoniła gwiazdę piosenkarki w Alei Gwiazd.
W grudniu 2020 roku na platformie Netflix ukazał się serial Selena: The Series. W tytułową rolę wcieliła się Christian Serratos.

## Dyskografia
Albumy studyjne
- Selena y Los Dinos
- Muñequito De Trapo (1986)
- Alpha
- And The Winner is... (1987)
- Preciosa (1988)
- Dulce Amor (1988)
- Selena (1989)
- Personal Best (1990)
- 16 Super Exitos (1990)
- Ven Conmigo (1990)
- Entre a Mi Mundo (1992)
- Baila Esta Cumbia (1992)
- Mis Mejores Canciones – 17 Super Exitos (1993)
- Quiero... (1993)
- Live (1993)
- 12 Super Exitos (1994)
- Amor Prohibido (1994)
- Mis Primeras Grabaciones (1995; wznowienie albumu Selena y Los Dinos z 1984)
- Grandes Exitos (1995)
- Exitos Del Recuerdo (1995)
- Selena y Graciela Beltrán: Las Reinas del Pueblo (1995)

Wydawnictwa pośmiertne
- Dreaming of You (1995)
- Exitos y Recuerdos (1995)
- Siempre Selena (1996)
- Selena (The Original Motion Picture Soundtrack) (1997)
- Selena Score (1997)
- Selena Anthology (1998)
- All My Hits/Todos Mis Exitos (1999)
- All My Hits/Todos Mis Exitos vol. 2 (2000)
- Selena y Sus Inicios, Vol. 1 (2001)
- Live – The Last Concert (2001)
- Ones (2002)
- Greatest Hits (2003)
- Selena y Sus Inicios, Vol. 2 (2003)
- Momentos Intimos (2004)
- Selena y Sus Inicios, Vol. 3 (2004)
- Selena y Sus Inicios, Vol. 4 (2004)
- Selena Remembered (2005)
- Unforgettable (2005)
- Unforgettable: The Studio Album (2005)
- Unforgettable: The Live Album (2005)
- Unforgettable (2005)